# (9) Metis
(9) Metis – dziewiąta w kolejności odkrycia planetoida z pasa planetoid pomiędzy Marsem a Jowiszem.

## Odkrycie i nazwa
(9) Metis została odkryta przez Andrew Grahama w dniu 25 kwietnia 1848 roku w Obserwatorium Markree znajdującym się w Hrabstwie Sligo w Irlandii.
Nazwa planetoidy pochodzi od Metydy (Metis), która była pierwszą kochanką lub pierwszą żoną Zeusa w mitologii greckiej.

## Orbita
Orbita planetoidy Metis nachylona jest pod kątem 5,58° do ekliptyki, a jej mimośród wynosi 0,12. Ciało to krąży w średniej odległości 2,39 j.a. wokół Słońca. Peryhelium orbity znajduje się 2,09 j.a., a aphelium 2,68 j.a. od Słońca. Na jeden obieg Słońca planetoida ta potrzebuje 3 lata i 250 dni. (9) Metis jest pierwszym członkiem całej rodziny planetoid typu Metis. Być może sama Metis i inne planetoidy z tej rodziny były kiedyś jednym ciałem, które rozpadło się w wyniku jakiejś kosmicznej kolizji.

## Właściwości fizyczne
Jest to ciało, którego wielkość wynosi 235×195×140 km, jest więc to obiekt o nieregularnym kształcie. Albedo Metis to około 0,12, jej absolutna wielkość gwiazdowa sięga natomiast około 6,34m. Okres obrotu tego ciała określa się na 5 godzin i 5 minut, oś obrotu nachylona jest do płaszczyzny orbity planetoidy pod kątem 72° lub 76°.
Struktura skalna powierzchni Metis zawiera w 30–40% oliwin oraz w 60–70% metale takie jak żelazo i nikiel.

## Księżyc
11 grudnia 1979 roku, w Wenezueli podczas obserwacji zakrycia gwiazdy SAO 080950 przez planetoidę (9) Metis zauważono powtórne zakrycie tej gwiazdy. Z interpretacji danych wspartych obserwacjami fotograficznymi tej planetoidy wynikałoby, że ewentualny księżyc Metis krąży wokół niej w odległości 1100 km w czasie blisko 4 dni i 15 godzin. Jednak badania za pomocą Kosmicznego Teleskopu Hubble’a nie potwierdziły istnienia postulowanego wcześniej satelity tej planetoidy.